# Parque nacional Golfo de Mummel
El Parque Nacional Golfo de Mummel (Mummel Gulf National Park) es un parque nacional en Nueva Gales del Sur (Australia), ubicado a 292 km al norte de Sídney.

## Ficha
- Área: 122 km²
- Coordenadas: 31°18′45″S 151°50′40″E / -31.31250, 151.84444
- Fecha de Creación: 1 de enero de 1999
- Administración: Servicio Para la Vida Salvaje y los Parques Nacionales de Nueva Gales del Sur
- Categoría IUCN: II